# 광합성 측정기

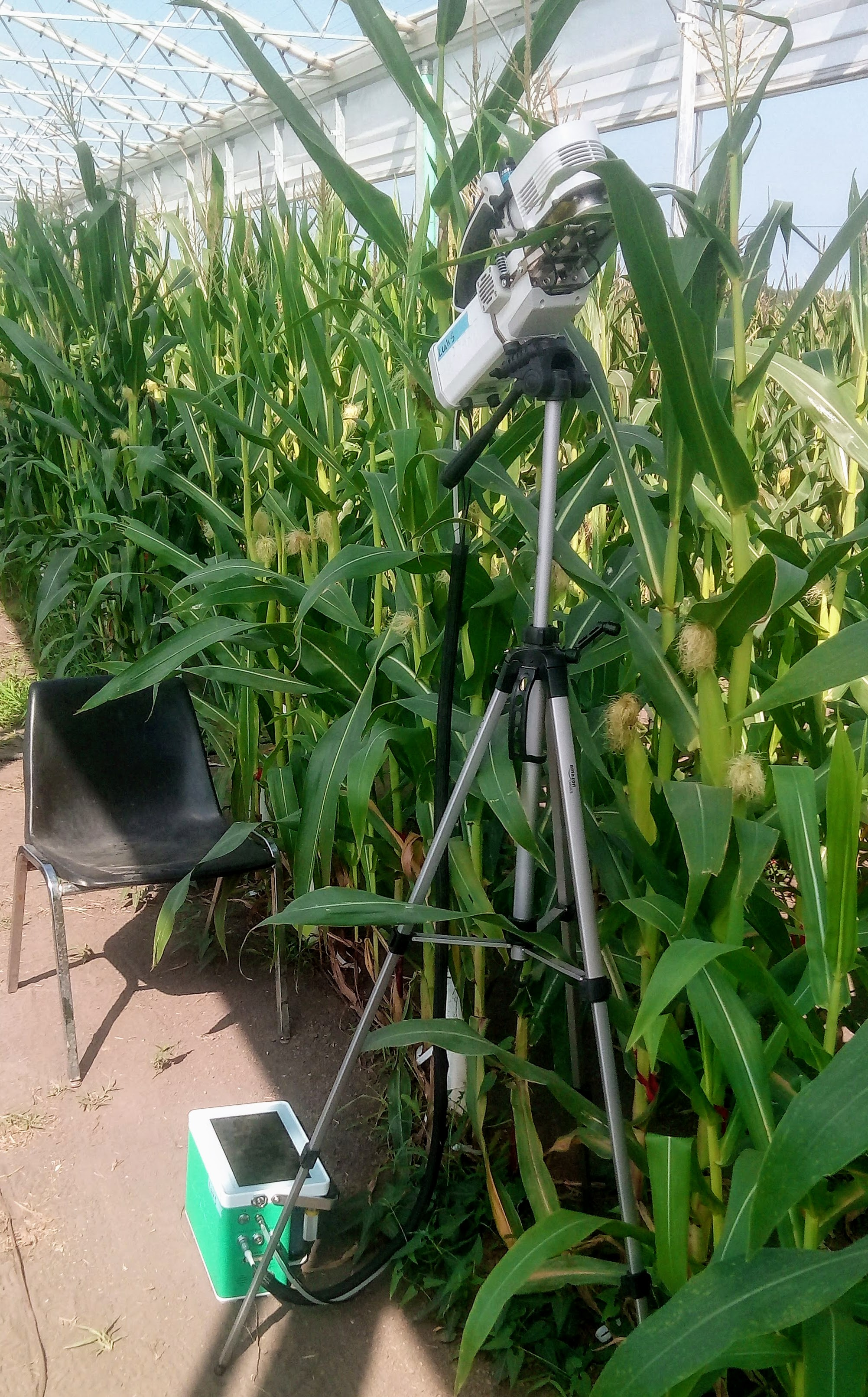
옥수수 잎의 광합성 속도를 분석하는 광합성 측정기

광합성 측정기(光合成測程器, 영어: photosynthesis system)는 현장에서 광합성 속도를 비파괴적으로 측정하도록 설계된 전자 과학 장비이다. 광합성 측정기는 일반적으로 농업경제 및 환경 연구뿐만 아니라 지구 탄소 순환 연구에도 사용된다.

## 같이 보기
- 광합성
- 환경과학